# Michel Bridenne
Michel Bridenne, né en 1946, est un dessinateur de presse et auteur de bande dessinée français.

## Biographie
Il entre à l'école nationale supérieure des Beaux-Arts de Paris en 1968 pour devenir peintre, mais il délaisse ces études. Il y est membre de la fanfare Otello. Entré à Pilote à l'âge de 24 ans, il a collaboré à des journaux humoristiques, comme L'Écho des savanes, illustrant également VSD, Le Point, Télérama à partir des années 1970. Il collabore aussi à Vélo magazine[réf. souhaitée], Lui, Que choisiret Siné hebdo. Il participe aussi en tant qu'illustrateur à Droit de réponse.
En parallèle à cette carrière dans le dessin de presse, Bridenne reçoit un accueil critique fravorable pour Saisons des amours, publié en deux volumes chez Glénat en 1983 et 1999.
Installé à Paris, le dessinateur se rend fréquemment dans le Gers. Membre des Humoristes associés et citoyen d'honneur de Vic-Fezensac, il reçoit la médaille de la ville en 2016 des mains du maire. Bridenne organise régulièrement dans cette commune une exposition de dessins d'humour pendant les fêtes de Pentecôte et réalise les dessins lors du festival Tempo Latino depuis 1996 ; il participe en outre au salon de la caricature et du dessin de presse en 2004 à Marciac.
En 2008, il préside la huitième édition du festival Humour & Vigne de Jonzac. Il dessine par ailleurs l'actualité de Collioure et ses travaux sont exposés dans la ville. Toujours en lien avec la musique, ses dessins figurent dans le festival Fanf'Art en 2015.

## Ouvrages
- Les 7 (sept) péchés capitaux ; illustré par Avoine, Barbe, Blachon, Bridenne, 1983
- Saisons des amours, 1991, publié en Europe, au Japon et aux États-Unis
- La cuisine lyonnaise illustrée, Glénat, 1997
- Le vélo, éditions Glénat, 1997
- Fièvre de printemps, Glénat, 1995